# Hicham Belkaroui
Hicham Belkaroui (Orán, 1990. augusztus 24. –) algériai válogatott labdarúgó, jelenleg a Club Tunis játékosa.

## Mérkőzései az algériai válogatottban
| #  | Dátum              | Ellenfél | Eredmény | Kiírás              | Esemény |
| -- | ------------------ | -------- | -------- | ------------------- | ------- |
| 1. | 2015. október 9.   | Guinea   | 1 – 2    | barátságos mérkőzés | 63'     |
| 2. | 2015. október 13.  | Szenegál | 1 – 0    | barátságos mérkőzés | 46'     |
| 3. | 2015. november 14. | Tanzánia | 2 – 2    | Vb-selejtező        | 63'     |
| 4. | 2015. november 17. | Tanzánia | 7 – 0    | Vb-selejtező        |         |

## Sikerei, díjai
- Club Africain:
  - Tunéziai labdarúgó-bajnokság: 2014–15